# Comuna Seimeni, Constanța
Seimeni este o comună în județul Constanța, Dobrogea, România, formată din satele Dunărea, Seimenii Mici și Seimeni (reședința).

## Localizare
Comuna Seimeni este situată în partea de nord-vest a județului, pe șoseaua Cernavodă - Saraiu, delimitată la N de Capidava, la S de orasul Cernavodă, la E de comunele Siliștea și Crucea, și la V de fluviul Dunarea. Teritoriul comunei este străbătut de D.J. 223 Cernavodă - Seimeni - Săraiu. Comuna este electrificată și are 9 străzi principale, perpendiculare pe D.J. 223, grupate în centrul civic și satele Seimenii Mici si Dunărea.

## Economie
Activitatea economică propriu-zisă este slab reprezentată, pe raza comunei funcționând trei fabrici de pâine cu o capacitate de producție foarte mică, două exploatări piscicole (Domnesca și Tibrinu) și două puncte de lucru având ca obiect de activitate valorificarea produselor agricole, respectiv producție industrială.
Având în vedere potențialul turistic al zonei, Consiliul Local Seimeni a concesionat o suprafață de 4 ha, constituită din loturi a câte 500 mp fiecare, în vederea constituirii unei baze de agrement pe malul fluviului Dunărea.
Populația se ocupă in principal de cultivarea pământului. Comuna are 8.000 de hectare de teren arabil, 73 de hectare de vie si 1.600 de hectare de pășune. Cele mai frecvente culturi sunt cele de porumb, grâu, ovăz, orz și floarea soarelui. Pe suprafețe mici se cultivă coriandru si cartof. În urma Revoluției de la 1989, marile exploatații agricole existente s-au desființat, populația lucrând pământul în particular sau în asociații agricole.

## Climă
Specifică Dobrogei, clima este de tip continental–marin, datorată circulației vestice a aerului, peste care se suprapune influența Mării Negre. Verile sunt fierbinți (temperatura medie in iulie depășește 23 °C), cu numeroase zile însorite (o medie de 25 de zile însorite într-o lună, soarele strălucind 10-12 ore pe zi), iar iernile sunt blânde cu ninsori slabe (temperatura medie in ianuarie: -0,5 °C).
Influența Mării Negre asupra regimului termic se manifestă în sezonul cald al anului prin scăderea ușoară a mediei termice lunare, iar in anotimpul rece prin acțiunea ei moderatoare, care determină temperaturi nu foarte coborâte.

## Demografie
Componența etnică a comunei Seimeni
     Români (91,61%)
     Alte etnii (0,32%)
     Necunoscută (8,07%)
Componența confesională a comunei Seimeni
     Ortodocși (91,24%)
     Alte religii (0,53%)
     Necunoscută (8,23%)
Conform recensământului efectuat în 2021, populația comunei Seimeni se ridică la 1.872 de locuitori, în scădere față de recensământul anterior din 2011, când fuseseră înregistrați 2.023 de locuitori. Majoritatea locuitorilor sunt români (91,61%), iar pentru 8,07% nu se cunoaște apartenența etnică. Din punct de vedere confesional, majoritatea locuitorilor sunt ortodocși (91,24%), iar pentru 8,23% nu se cunoaște apartenența confesională.

## Politică și administrație
Comuna Seimeni este administrată de un primar și un consiliu local compus din 11 consilieri. Primarul, Mitică Șerban[*], de la Partidul Social Democrat, este în funcție din 2016. Începând cu alegerile locale din 2024, consiliul local are următoarea componență pe partide politice:
|  | Partid                          | Consilieri | Componența Consiliului | Componența Consiliului | Componența Consiliului | Componența Consiliului | Componența Consiliului | Componența Consiliului | Componența Consiliului |
|  | ------------------------------- | ---------- | ---------------------- | ---------------------- | ---------------------- | ---------------------- | ---------------------- | ---------------------- | ---------------------- |
|  | Partidul Social Democrat        | 7          |                        |                        |                        |                        |                        |                        |                        |
|  | Partidul Național Liberal       | 3          |                        |                        |                        |                        |                        |                        |                        |
|  | Alianța pentru Unirea Românilor | 1          |                        |                        |                        |                        |                        |                        |                        |

## Personalități
- Eugen Munteanu, filolog.
- Stan Greavu Dunare, scriitor.